# 俺は全てを【パリイ】する 〜逆勘違いの世界最強は冒険者になりたい〜
『俺は全てを【パリイ】する 〜逆勘違いの世界最強は冒険者になりたい〜』（おれはすべてをパリイする ぎゃくかんちがいのせかいさいきょうはぼうけんしゃになりたい）は、鍋敷による日本のライトノベル。小説投稿サイト「小説家になろう」にて2019年10月17日より連載中。2020年9月15日からアース・スターノベル（アース・スター エンターテイメント）より書籍版が発行されている。イラストはカワグチ。2020年3月10日時点での「小説家になろう」年間総合ランキング第1位を獲得している。2024年12月時点でシリーズ累計部数は100万部を突破している。
メディアミックスとして、2020年9月30日より、KRSGによるコミカライズ版が『コミック アース・スター』（アース・スター エンターテイメント）にて連載されている。また、テレビアニメ第1期が2024年7月から9月まで放送され、第2期の制作も決定している。

## あらすじ
田舎の山中で暮らしていた少年「ノール」は12歳の時に母を病で失い、天涯孤独の身となる。ノールは幼少時に亡くなった父から聞かされていた冒険者の英雄譚に憧れており、母の遺言「あなたの望む生き方をして」を胸に、冒険者になるべく王都を訪れる。ノールは大人に混じって剣士の養成所で数か月の厳しい訓練を受けたが、敵の攻撃を武器で弾く【パリイ】を覚えたのみで、冒険者になるために最低限必要な「有用スキル」は何一つ習得することはできないまま訓練終了を言い渡されてしまう。その後も戦士、狩人、盗賊、魔術師、僧侶と6つの職業（クラス）養成所すべてでノールは訓練を受けるが、いずれの職業でも有用スキルは発現しなかったため、自身の才能の無さを痛感して山へ戻る。
それでも身に着けたスキルが成長して新たなスキルを習得できる可能性を信じ、ノールは山中で毎日欠かさず鍛錬を行うが、15年かけても新たなスキルは発現しなかった。ただし、その鍛錬の結果、ノールの【パリイ】は木刀を一振りするだけで空中に吊るした1千本の木を衝撃波で同時に弾けるまでになっていたが、ノール自身は比較対象がいないためその異常性にまったく気付いていなかった。
再び王都へやってきたノールは冒険者ギルドのギルドマスターに頼み込み、最低ランクであるEランクよりもさらに下のFランクとして念願の冒険者デビューを果たす。一切の討伐依頼と街の外での採取依頼の受託を禁止されたFランクの仕事といえば水路のドブさらいや土木現場の作業員といった街中での雑用のみだったが、ノールの誠実な人柄と真面目な仕事ぶりは街の人々から感謝されており、「冒険者になって人の役に立ちたい」という夢を一応叶えたノールは自身の境遇に満足していた。
そんなある日、迷宮そばで行われた土木作業を終えたノールは、迷宮内から助けを求める悲鳴を聞きつける。駆けつけたノールが見たのは、巨大な斧を持って二本足で立つ牛が一人の少女を護る王都の衛兵たちを蹴散らす現場であった。全滅した衛兵の代わりに牛に立ち向かったノールは、その場で拾った衛兵の剣で【パリイ】を駆使し、牛の攻撃を跳ね返して自滅させることで勝利する。有用スキルを持たずとも少女を救えたことに満足したノールはその場を立ち去るが、自分が戦った「暴れ牛」がSランク冒険者のパーティでも手こずるモンスター「ミノタウロス」であり、自分が救った少女がこの国の王女「リンネブルク・クレイス」であることには気づいていなかった。そして、これがノールの英雄譚の始まりだということも知る由が無かったのである。

## 登場人物

### 主要人物
ノール
声 - 濱野大輝、小針彩希（少年期） / 浪川大輔（アーススター・ノベル1巻CM、アニメ版ではノールの父役）
本作の主人公。少年時代に才能無しと判断され、山で防御技「パリイ」の鍛錬をしていた。所持スキルはすべて有用スキルとはみなされないものだが、いずれも他者の使う同名のスキルとはほぼ別物と化している。鍛錬の末に異常な強さを身に着けているが、有用スキルを持っていないことから自分を大したことがないと過少に勘違いしている。
両親以外と接することがなく育ったことから一般常識に疎く、ミノタウロスを暴れ牛、ゴブリンエンペラーを最弱モンスターのゴブリンと思い込んでおり、リーンに自宅（この国の王城）へ案内されたときは「城のような家だ」とは思ったが、リーンから紹介された彼女の父が国王だとは気づかなかった（一応資産家の貴族だろうとは思っている）。
【パリイ】 - 本作の象徴ともいえる剣士スキル。本来なら敵の攻撃を自分の武器で受け流す効果しかないが、ノールの場合は武器を実際に当てずとも「パリイ」の一言で弾くことが可能。使用すると反動で武器が破損する欠点があったが、クレイス王からいかなる手段でも破壊できない巨大な黒い剣を譲られた結果、その能力の本領が発揮できるようになった。
【身体強化】 - 戦士スキル。本来なら多少能力が向上する程度だが、ノールの場合は常人の数倍の能力を発揮可能。コミック版では【筋力強化】となっている。
【投石】 - 狩人スキル。本来ならばただ石を投げるだけのスキルだが、ノールの場合は狩人の訓練を受ける前から百発百中の精度があり、スキルが発現した際には鉄製の的をただの石で射貫く威力を発揮するようになった。
【しのびあし】 - 盗賊スキル。本来ならば単に物音を立てずに動くだけのスキルだが、ノールはこのスキルを使用すると身動きをする際に空気抵抗が無くなることを発見し、【身体強化】された脚力による疑似的な瞬間移動を可能としている。
【プチファイア】 - 魔術師スキル。本来ならば最低ランクの攻撃魔法だが、通常のプチファイアをはるかに上回る効果を持つ。そのうえ、この呪文以外を使えない代わりに魔術師の奥義ともいえる多重詠唱を実現しており、多数のプチファイアを同時に発動可能。
【ローヒール】 - 僧侶スキルの取得は本来聖霊を体内に取り込む「祝福の儀式」を生まれてすぐに受ける必要があるが、ノールは聖霊の加護なしに自力のみでこの回復魔法を実現している。通常の僧侶は聖霊が消耗するため、回復魔法の連続使用に制限があるが、ノールの場合は1回ごとの効力が低い代わりにほぼ無制限での使用が可能。
リンネブルグ・クレイス / リーン
声 - 前川涼子
クレイス王国の第一王女。父親の影響で幼少時から冒険者として才能を発揮し、魔術師が本分ではあるが6つの職業訓練所をすべて過去最高の成績で卒業し、各職業のS級スキルをまんべんなく取得している。ミノタウロスに襲われていた際にノールに助けられた結果、その強さに心酔して彼の押しかけ弟子となって「先生」として仰ぎ、彼の言うことはすべて強者の謙遜と勘違いする。さらに、ノールが明らかに間違っていることを言っていても（例えばゴブリンエンペラーを「ただのゴブリン」と呼ぶなど）何らかの考えがあっての発言だと勝手に深読みして全肯定するため、ノールの勘違いがいつまでたっても解けないパターンがお約束となっている。
イネス・ハーネス
声 - 森なな子
【神盾（しんじゅん）】の異名を持つクレイス王国を守護する戦士兵団の副団長。光るエネルギーによるバリアー「神盾（ディバイン・シールド）」を展開するスキルにより、攻防共に極めて高い能力を持ち、「六聖」を上回るとして「神」の異名が与えられている。リンネブルクの従者であり、彼女を「リーン」と呼ぶなど気安い態度で接するノールを当初は快く思っていなかったが、自分以上の能力を目の当たりにして認めていく。
神盾だけでなく光るエネルギーを剣の形に形成する「神剣（ディバイン・ソード）」という技も持ち、【神剣（しんけん）】の異名も持つ。
ロロ
声 - 村瀬歩
魔物を操る能力を持つうえに他人の心を覗けるため、世界中から忌み嫌われ、種族単位で討伐対象となった魔族の少年。幼い頃から奴隷として虐待されながら育ち、自分自身を無価値と思い込まされていた。本人の意志とは無関係にクレイス王国の王都を攻めるための尖兵として強力な毒を持つ黒死竜と共に配置されていたが、危険な毒ガエル（黒死竜がカエルに見える外見だったためノールがこう勘違いした）に少年が襲われていると勘違いしたノールによって身を挺して助けられ、魔物を操る能力を持つ自分を「素晴らしい能力だ」と本気で褒めたたえたノールにより、命だけではなく心まで救われる（魔族の存在自体を知らなかったノールは、「ま族」（アニメ版では「マー族」）という民族と認識し、先入観なく接していた）。

### クレイス王国
クレイス王
声 - 山野井仁
世界最古のダンジョン「還らずの迷宮」を擁するクレイス王国の国王。かつて、パーティメンバー【六聖】と共に数々の偉業を立てたS級冒険者であり、現役を退いた現在も国内最強戦力の一人。
娘であるリーンを救ったノールに金や領地といった褒美を与えようとしても受け取ってもらえなかったため、迷宮で発見されていかなる手段でも破損不可能な物質で作られていた、現役時代に愛用していた黒い剣「壊れずの剣（アンブレイカブル）」を譲り渡した（ノールは見た目がボロボロだったうえに「拾い物で中古」と言われたため、受け取った）。
レイン・クレイス
声 - 寺島惇太
クレイス王国の王子でリーンの兄。父のクレイス王を補佐する。非常に有能な人物で頭脳明晰だが、それゆえにノールの何も考えていない行動の真意を読むことができず、不可解な男として警戒する。
シグ
声 - 三木眞一郎
クレイス王国を守護する【六聖】の一人で【剣聖】。剣士訓練所の教官でもある。
ノールが全ての訓練所で有用スキルを得られなかったと聞き、さらなる訓練をさせようと考えていたが、デリダス三世の兵器をパリィで吹き飛ばす光景を見て思い上がりだったと猛省。デリダス三世の追撃には参加せず、剣の修行のやり直しを行っていた。
ダンダルグ
声 - 三宅健太
クレイス王国を守護する【六聖】の一人で【盾聖】。戦士訓練所の教官でもある。異名とは裏腹に戦闘で盾を使うことはないのだが、クレイス王より「お前自身が我々の盾だから」という理由で盾聖の名を与えられている。イネスの養父として彼女に戦士としての戦いを教え込んだ。
ミアンヌ
声 - 豊口めぐみ
クレイス王国を守護する【六聖】の一人で【弓聖】。六聖の紅一点で獣人の美女。狩人訓練所の教官でもあるが、感覚派ゆえに技術を教えるのは苦手である。夫は王都でも有名な料理人であり、六聖の中では唯一の実子持ち。
有用スキルは得られないものの、投石を百発百中で当てるノールにはさすがに驚いていた。
カルー
声 - 関俊彦
クレイス王国を守護する【六聖】の一人で【隠聖】。盗賊訓練所の教官でもある。
ノールのことは有用スキルは得られないものの評価はしており、スカウトを考えたことがある。
ノールたちが魔竜に乗ってデリダス三世を追撃する際は、魔竜を自身のスキルで隠すために同行した。
オーケン
声 - 宇垣秀成
クレイス王国を守護する【六聖】の一人で【魔聖】。魔術師訓練所の教官でもある。魔術を極めるため、人間でありながら300年近く生きている。
基本的に笑っている朗らかな性格。
魔術師の訓練終了後のノールがプチファイアの多重詠唱を目の前で披露した際は流石に驚いていた。
セイン
声 - 羽多野渉
クレイス王国を守護する【六聖】の一人で【癒聖】。僧侶訓練所の教官でもある。イネスやギルバートを育てた孤児院の担当者である。
ギルバート
声 - 武内駿輔
【槍聖】の異名を持つクレイス王国を守護する剣士兵団の副団長。自身の強さに対抗できる者が師匠のシグ以外にいないことに飽き飽きしていたが、興味半分で挑んだノールにまったく攻撃を当てることができず、いくらでもできたであろう反撃をするそぶりが無かったことで自身の未熟を悟る（そもそもノールには攻撃手段となるスキルが無いので、攻撃する気が無かった）。
冒険者ギルドのマスター
声 - 関口雄吾
12歳のノールが冒険者を目指して王都にやってきた時にもギルド職員を務めていた男。十数年後、再びやってきたノールに頼み込まれ、すでに形骸化していたFランク冒険者の存在を教える。Fランク依頼をノールのためだけに用意するなど彼のことを気にかけており、依頼手数料をギルドに中抜きされる冒険者ではなく街で普通に就職しろと事あるごとに説得しているが、ノールがSランク冒険者以上の実力を備えていることは知らない。

### 敵
シグルド・デリダス三世
声 - 上別府仁資
クレイス王国の東に位置する魔導皇国デリダスの皇帝。魔導科学により迷宮内から得た遺物を解析し、強力なマジックアイテムを量産して強力な軍隊を組織化したことによる武力で、近隣諸国を併合して領土拡大を行っている。クレイス王国の持つ還らずの迷宮の利権を譲り渡せと要求するも拒否されたため、武力で攻め落とそうと画策する。
厄災の魔竜をけしかけた後、その厄災の魔竜を持ち込んだ兵器で撃墜し、ノールたちに攻撃を仕掛けるも、ノールのパリィによって兵器を全て吹き飛ばされて失敗、自分一人で自国に逃げ帰った。
その後厄災の魔竜に乗って追撃してきたノールたちに対して攻撃を仕掛けるも、攻撃がパリィで弾かれたうえ自国の施設に当たって自滅。これにより部下に見限られてクーデターを起こされ、最終的にレイン・クレイスに捕らえられた。
【死人】のザドゥ
声 - 坂泰斗
元Sランク冒険者。常人では視認できない速度の剣撃を行うほか、ミスリルを材料に銀十字（シルバークロス）と呼ばれる無数の銀色の十字手裏剣をスキルで精錬し、自在に操って攻撃することができる。15歳で冒険者を始め、20歳でS級にまで登り詰める。実力と功績はSランクにふさわしいが行動の善悪にまったく拘りが無く、報酬さえ貰えればどのような非道な依頼であっても躊躇なく実行する異常者である。とある小国を単独で滅ぼしたため冒険者ギルドから討伐依頼を出されるものの、上位ランクを多数含んだ1千人規模の討伐隊が全滅してしまう。積極的に表舞台に出る性格ではないため、それを利用して表向きは討伐されて死亡したことになっており、現在も存命だと知っている少数の者からは「死人（しびと）」という異名で呼ばれる。
黒死竜を倒されたロロを回収し金に換えるため襲い掛かるがノールに阻まれ、「王都で祭りがある」と襲撃の情報を話して去った。
厄災の魔竜 / ララ
声 - 森千晃（内心の声）
デリダスによって150年ほどの眠りから叩き起こされ、クレイス王国へ送り込まれた巨大な竜。単純な身じろぎだけでも強力な攻撃となり、さらにレーザーのようなブレスを放つ。
しかしノールのパリィに全て弾かれ、全く通じなかったことから自分のほうが弱いと認めてしまい降伏、ノールを「わが主」として服従の姿勢をとった。なお、ノールは自分ではなくロロが「ま族」の力で竜を従えたのだと勘違いしている。
服従させた当初は元居た場所に帰させることにしていたが、デリダス三世の攻撃により重症を負い、セインにより回復。厄災の魔竜が仕返しを望み、ノールたちを乗せて追撃を行うこととなった。

## 既刊一覧

### 小説
- 鍋敷（著）・カワグチ（イラスト）、アース・スター エンターテイメント〈アース・スターノベル〉、既刊10巻（2025年5月15日現在）
  - 『俺は全てを【パリイ】する1 〜逆勘違いの世界最強は冒険者になりたい〜』、2020年9月15日発売[10]、ISBN 978-4-8030-1452-5
  - 『俺は全てを【パリイ】する2 〜逆勘違いの世界最強は冒険者になりたい〜』、2021年3月15日発売[11]、ISBN 978-4-8030-1502-7
  - 『俺は全てを【パリイ】する3 〜逆勘違いの世界最強は冒険者になりたい〜』、2021年8月18日発売[12]、ISBN 978-4-8030-1551-5
  - 『俺は全てを【パリイ】する4 〜逆勘違いの世界最強は冒険者になりたい〜』、2022年2月16日発売[13]、ISBN 978-4-8030-1615-4
  - 『俺は全てを【パリイ】する5 〜逆勘違いの世界最強は冒険者になりたい〜』、2022年6月15日発売[14]、ISBN 978-4-8030-1654-3
  - 『俺は全てを【パリイ】する6 〜逆勘違いの世界最強は冒険者になりたい〜』、2023年6月15日発売[15]、ISBN 978-4-8030-1800-4
  - 『俺は全てを【パリイ】する7 〜逆勘違いの世界最強は冒険者になりたい〜』、2023年11月15日発売[16]、ISBN 978-4-8030-1865-3
  - 『俺は全てを【パリイ】する8 〜逆勘違いの世界最強は冒険者になりたい〜』、2024年5月15日発売[17]、ISBN 978-4-8030-1948-3
  - 『俺は全てを【パリイ】する9 〜逆勘違いの世界最強は冒険者になりたい〜』、2024年11月15日発売[18]、ISBN 978-4-8030-2033-5
  - 『俺は全てを【パリイ】する10 〜逆勘違いの世界最強は冒険者になりたい〜』、2025年5月15日発売[19]、ISBN 978-4-8030-2125-7

### 漫画
- 鍋敷・カワグチ（原作）・KRSG（漫画） 『俺は全てを【パリイ】する 〜逆勘違いの世界最強は冒険者の夢をみる〜』[注釈 1] アース・スター エンターテイメント〈アース・スター コミックス〉、既刊5巻（2025年7月11日現在）
  1. 2021年3月12日発売[20]、ISBN 978-4-8030-1494-5
  2. 2021年11月12日発売[21]、ISBN 978-4-8030-1574-4
  3. 2023年11月10日発売[22]、ISBN 978-4-8030-1861-5
  4. 2024年7月12日発売[23]、ISBN 978-4-8030-1975-9
  5. 2025年7月11日発売[24]、ISBN 978-4-8030-2148-6

## テレビアニメ
2023年11月にテレビアニメ化が発表され、2024年7月から9月までTOKYO MXほかにて放送された。2025年7月には、「アース・スターノベル10周年夏祭り」にて第2期の制作が発表された。
アニメ化とコミカライズ版4巻の発売を記念して「右から来たものを左へ受け流すの歌」で知られる芸人・ムーディ勝山が出演する実写CMが制作され、放送枠内で流されている。

### スタッフ
- 原作 - 鍋敷[6]
- キャラクター原案 - カワグチ[6]
- コミカライズ - KRSG[6]
- 監督 - 福山大[6]
- シリーズ構成 - 村越繁[6]
- キャラクターデザイン - 野間千賀子[6]
- サブキャラクターデザイン - 大橋俊明[7]
- プロップデザイン - 橋本治奈[7]
- モンスターデザイン - 小田裕康[7]
- メインアニメーター - 堀澤聡志[7]
- 美術監督・美術設定 - 原部幹大[7]
- 色彩設計 - 岡崎菜々子[7]
- CGIディレクター - 藤原尊
- 撮影監督 - 福世晋吾[7]
- 編集 - 定松剛[7]
- 音響監督 - 田中亮[7]
- 音響効果 - 和田俊也
- 音楽 - 斎木達彦、ボウ・デミアン[6][7]
- 音楽制作 - 日音
- 劇伴音楽プロデューサー - 水田大介
- チーフプロデューサー - 前田俊博、鈴木寿広、和田卓治、近藤文吾、大和田智之、森下勝司
- プロデューサー - 青井宏之、伊藤渉太、曹聡、平野隆廣、君塚耕太、中野ゆりか、山本貴、大久保圭、前田吉輝
- アニメーションプロデューサー - 正田聡史
- アニメーション制作 - OLM[6]
- 製作 - 俺は全てを【パリイ】する製作委員会

### 主題歌
「AMBITION」
桜木舞華 【ウタヒメドリーム】（鈴木杏奈）による第1期オープニングテーマ。作詞はSpirit Garden、作曲は岩橋星実、編曲は竹田祐介。
「ノーギフテッド」
ウタヒメドリーム オールスターズによる第1期エンディングテーマ。作詞はZAQ、作曲はogappe、編曲は奈良悠樹。

### 各話リスト
| #1  | 俺は牛をパリイする       | 村越繁   | 福山大            | 外山草     | 西村広 菅原美幸 猪爪多恵 朱世杰 鈴木信一                                | 野間千賀子                   | 2024年 7月5日 |
| #2  | 俺は謝礼をパリイする     | 村越繁   | 呉珍九            | 呉珍九     | Kim Kyung Ho Kim Jong Bum Lee Kyung Soon                                | 大橋俊明                     | 7月12日       |
| #3  | 俺は弟子入りをパリイする | 入江信吾 | 中川航            | 植木貴一   | 古池敏也 五十嵐俊介 白石悟 兼子秀敬 安東恒太 劉定福 鄭峰                | 野間千賀子 大橋俊明 池田裕治 | 7月19日       |
| #4  | 俺はゴブリンをパリイする | 村越繁   | 川崎逸朗          | 江島泰男   | 西村広 鈴木信一 黒澤浩美 Fusion studio                                  | 大橋俊明 池田裕治            | 7月26日       |
| #5  | 俺はカエルをパリイする   | 入江信吾 | 川畑喬            | 谷元麻祐   | 繁田享 黒澤浩美 早川元基 黒絵レイ 朴佳蓮 曺暻柱 崔秀鎭                  | 野間千賀子 大橋俊明 池田裕治 | 8月2日        |
| #6  | 俺は猛毒をパリイする     | 村越繁   | 藤田健太郎        | 藤田健太郎 | 古賀五十六 鈴木信一 野崎麗子 倉内雄志朗 李育蓁 金慶鎬 金鐘範 李敬順     | 野間千賀子 大橋俊明 池田裕治 | 8月9日        |
| #7  | 俺は死人をパリイする     | 入江信吾 | 土屋日 藤田健太郎 | 大張翼     | 袁東 Fusion Studio                                                      | 大橋俊明 池田裕治            | 8月16日       |
| #8  | 俺は竜をパリイする       | 米山昴   | 駒宮僅            | 駒宮僅     | ヘイン 菅原美幸 野崎麗子 繁田享 橋本治奈 嶋﨑耕平                       | 野間千賀子 大橋俊明 池田裕治 | 8月23日       |
| #9  | 俺は軍勢をパリイする     | 村越繁   | 川崎逸朗          | 外山草     | 古池敏也 五十嵐俊介 白石悟                                              | 野間千賀子 大橋俊明 池田裕治 | 8月30日       |
| #10 | 俺は皇帝の威をパリイする | 米山昴   | 川畑喬            | 中川航     | 朴佳蓮 曺暻柱 崔秀鎭 徐允珠 Fusion Studio                               | 野間千賀子 大橋俊明 池田裕治 | 9月6日        |
| #11 | 俺は神の怒りをパリイする | 入江信吾 | 山中隼人          | 山中隼人   | 西村広 鈴木信一 山田佳奈莉 小島えり 宍戸久美子 金慶鎬 金鐘範 李敬順     | 野間千賀子 大橋俊明 池田裕治 | 9月13日       |
| #12 | 俺は全てをパリイする     | 村越繁   | 福山大            | 福山大     | 亀山朋子 菅原美幸 黒澤浩美 繁田享 宍戸久美子 ヘイン 嶋﨑耕平 古賀五十六 | 野間千賀子 大橋俊明 池田裕治 | 9月20日       |

### 放送局
| 放送期間               | 放送時間                     | 放送局   | 対象地域   | 備考                                 |
| ---------------------- | ---------------------------- | -------- | ---------- | ------------------------------------ |
| 2024年7月5日 - 9月20日 | 金曜 0:00 - 0:30（木曜深夜） | TOKYO MX | 東京都     | 製作参加                             |
|                        |                              | BS11     | 日本全域   | 製作参加 / BS放送 / 『ANIME+』枠     |
|                        | 金曜 2:30 - 3:00（木曜深夜） | 毎日放送 | 近畿広域圏 | 製作参加                             |
| 2024年7月7日 - 9月22日 | 日曜 22:00 - 22:30           | AT-X     | 日本全域   | CS放送 / 字幕放送 / リピート放送あり |

| 配信開始日   | 配信時間                     | 配信サイト | 備考                   |
| ------------ | ---------------------------- | --- | ---------------------- |
| 2024年7月5日 | 金曜 0:00 - 0:30（木曜深夜） | ABEMA |                        |
|              | 金曜 0:00（木曜深夜） 更新   | dアニメストア |                        |
| -            | -                            | ABEMA dアニメストア auスマートパスプレミアム DMM TV FOD Hulu milplus J:COM STREAM Lemino MBS動画イズム Prime Video TELASA U-NEXT アニメ放題 バンダイチャンネル | 見放題配信             |
|              |                              | ABEMA HAPPY!動画 milplus J:COM STREAM MBS動画イズム TELASA YouTube （有料配信） バンダイチャンネル                                                             | レンタル配信           |
|              |                              | ABEMA Lemino MBS動画イズム TVer | 最新話期間限定無料配信 |

### BD
| 巻  | 発売日         | 収録話         | 規格品番  |
| --- | -------------- | -------------- | --------- |
| BOX | 2024年10月30日 | 第1話 - 第12話 | BCXM-1952 |